# Fitna (filme)
Fitna ( em árabe : فتنة ) é um curta-metragem de cunho político produzido pelo parlamentar neerlandês Geert Wilders com a sua visão sobre a religião do Islã . Com pouco menos de 17 minutos de duração, o filme mostra trechos de Suras do Alcorão, intercaladas com clipes de mídia e recortes de jornais mostrando ou descrevendo atos de violência, incentivo ao ódio, ataques terroristas por muçulmanos. 
O filme tenta mostrar que o Alcorão motiva seus seguidores a odiar todos os que violam os ensinamentos islâmicos, e assim, que o Islã incentiva entre outras coisas, atos de terrorismo, o anti-semitismo, a violência contra mulheres, violência e subjugação dos "infiéis" e contra os homossexuais. Uma grande parte do filme detalha a influência do Islã na Holanda. 
O filme foi publicado na internet em 2008. Pouco antes de seu lançamento, o anúncio foi suspenso de seu site pelo fornecedor americano por causa da controvérsia gerado. Ele provocou um debate ainda presente na Holanda, bem como no estrangeiro,  e um processo criminal.
O título, a palavra árabe "Fitna", pode ser traduzida como "briga", "divisão", "discórdia" ou ainda, um "teste de fé nos momentos de provação ". Wilders, um proeminente crítico do Islã, descreveu o filme como "uma chamada para afastar a insidiosa tirania da islamização". 
Em 27 de março de 2008, Fitna foi liberado para a Internet no site de partilha de vídeos Liveleak em versões em neerlandês e Inglês, recebendo mais de 1 milhão de visitas. No dia seguinte, Liveleak removeu o filme dos seus servidores, citando ameaças graves para a sua equipe. Em 30 de Março, Fitna foi restaurado no Liveleak após uma atualização de segurança, apenas para ser novamente removido logo em seguida pelo próprio Wilders devido a violações de direitos autorais de imagens utilizadas no filme. Uma segunda edição foi lançada mais tarde, quando algumas destas imagens reclamadas foram retiradas, e outras tiveram autorização para serem exibidas.

## Roteiro

### Islã e o Terrorismo
O filme começa com uma advertência de que contem imagens chocantes. Em seguida, o Corão é aberto e é apresentado uma caricatura do profeta Maomé (feita pelo jornal dinamarquês Jylland Post), logo após, a 8ª Surata, verso 60:
"Mobilizai tudo o que puderes, em armas e cavalaria, para infundir terror nos corações dos inimigos de Deus e seus inimigos."
Em seguida, imagens do atentado ao World Trade Center, seguidas do áudio do pedido de socorro de uma mulher ao Serviço de Emergência, durante o ataque do 11 de Setembro.
Dando seqüència, é mostrado imagens do atentado aoMetrô de Madrid, ao mesmo tempo que um clérigo muçulmano afirma que "Deus fica feliz quando não-muçulmanos são mortos."
A Sura seguinte, An-Nisa versículo 56, é mostrado como uma justificativa para o anti-semitismo islâmico . O Sheikh Bakr Al-Samarai é mostrado levantando uma espada ao declarar: "Se Deus permite-nos, ó nação de Maomé, mesmo a pedra dirá 'Oh muçulmano. Um judeu está escondendo atrás de mim, vem e cortar a cabeça dele.' E vamos cortar sua cabeça! Por Deus , vamos cortá-lo! Oh judeus! Allahu Akbar! Jihad por amor de Deus! "  Um auditório de centenas de pessoas respondem com gritos de aprovação e sacudindo o punho.
Após isso, uma garotinha muçulmana, de três anos de idade, diz que os judeus são "macacos e porcos"  porque "Deus" disse "no Alcorão" em uma entrevista na TV Iqraa. Imagens de atentados em Londres e assassinatos na Somália dão sequencia. Mais antissemitismo é apresentado por um Imã não identificado, que diz: "Judeus são judeus. Eles são aquelas que devem ser massacrado e morto." As crianças-soldados em uniforme são mostrados segurando armas. Imagens de muçulmanos agradecendo Hitler e fazendo a saudação nazista são mostradas.
A Sura 47, versículo 4, é relacionada ao assassinato do cineasta holandês Theo van Gogh, cometido por Mohammed Bouyeri. Bouyeri é relatado como dizendo: "Se eu tivesse a oportunidade de sair da prisão, e eu tivesse a oportunidade de fazê-lo novamente, o que eu fiz em 02 de novembro, Deus! teria feito exatamente o mesmo." Manifestantes são mostrado apoiando o assassinato de Theo van Gogh, advertindo os outros a prestar atenção à lição ou "irá pagar com seu sangue".
Manchetes dos jornais holandeses são reproduzidas, delineando intimidar ameaças de morte a proeminentes críticos do Islão, mais precisamente Theo van Gogh, o político Geert Wilders e então deputada Ayaan Hirsi Ali.
Após, um clérico na TV Saudita Iqraa pede "gargantas cortadas e decapitações" ao que se segue imagens da decapitação de Eugene Armstrong.

### O Alcorão como um meio para o universalismo islâmico
Sura 4 , versículo 89, é ouvida, e traduzido aqui como:
"Esperam eles, que renegueis como renegarm eles, para que sejam todos iguais mas desejo que vos rejeitar a fé, assim os tenha como amigos de suas fileiras, até que tenham fugido para o caminho de Alá. Mas, se eles se rebelarem, apreendê-los e matá-los onde quer que tu encontrá-los, e não tomeis nenhum deles por amigos ou ajudantes de suas fileiras".
Isso é mostrado através de um popular que diz: "Se alguém se converte ao cristianismo, ele merece a pena de morte", que refere-se à pena de morte para a apostasia no Islã. Um imã não identificado declara: "O Islâmico é superior aos judeus, aos cristãos, aos budistas, aos hindus. A única lei que Alah aceita é o islamismo. E qualquer um que aceitar outra lei que não o Islã, não será aceito". Um curto videoclipe mostra albaneses atacando uma Igreja Ortodoxa Sérvia em Kosovo durante os tumultos de 2004.
São mostradas notícias sobre agressões e ameaças de morte ao ex-muçulmanos Ehsan Jami, do escritor indiano Salman Rushdie e de Ayaan Hirsi Ali, autora do livro "Infiel".
Aiatolá Ali Meshkini fala em um sermão da sexta-feira sermão: "O Islã é uma religião que já governou o mundo. E irá governá-lo novamente." 
A Sura final utilizada no filme é Sura 8, versículo 39
Presidente Mahmoud Ahmadinejad do Irã é citado como tendo dito:
"A mensagem da Revolução é global, e não se restringe a um lugar específico ou tempo. Não tenha dúvida ... Se Deus quiser, o islamismo conquistará o quê? Ele vai conquistar todos os topos de montanha do mundo.
Ibrahim Mudeiris é visto falando com uma congregação. Ele diz: "Temos que já dominamos o mundo antes e por Alá, o dia virá quando nós iremos governar o mundo inteiro novamente! Chegará o dia em que vai governar os Estados Unidos. Chegará o dia em que governaremos a Grã-Bretanha! " 
Abdul Rahman Saleem fala em Inglês: "Nós (muçulmanos) conquistaremos os EUA! Nós conquistaremos Reino Unido! Nós conquistaremos a Europa! Vocês derrotarão todos els! Vocês serão vitoriosos! Vocês conquistarão o Egito! Confiança em Deus!"
Após, são mostradas imagens de manifestantes em frente à embaixada dinamarquesa na Grã-Bretanha, segurando cartazes onde se lia: "Islã irá dominar o mundo" e "Liberdade: vá para o inferno".

### O Islã nos Países Baixos
O segmento final do filme trata de questões relacionadas ao Islã na Holanda, sob o título: "A Holanda sob o feitiço do Islã ". Essas questões incluem oposição à democracia, a visão islâmica sobre a homossexualidade e de tratamento de mulheres no Islã.
Uma pessoa não identificada afirma que "a mesquita fará parte do sistema do governo da Holanda", em uma aparente recusa a aceitar a democracia liberal, enquanto é mostrada uma manchete de jornal "Gabinete: nenhuma proibição para burka"; em seguida, uma mulher muçulmana totalmente encoberta. 
Um gráfico que mostra o número de muçulmanos na Holanda desde 1909 é mostrado contra um fundo de mulheres muçulmanas. Policiais holandeses são mostrados tirando os sapatos antes de entrarem em uma mesquita. Um muçulmano holandês expressa seu desejo de promulgar um crime de honra, se sua mãe ou irmã cometer "zina", o conceito islâmico de sexo extraconjugal. Outro condena a homossexualidade e o adultério, dizendo que "O Islã considera isso algo como que um crime."
Um cartão postal é indicado, aparentemente, da Holanda, com fotos de mesquitas no lugar de atrações turísticas, com as palavras "Groeten uit Nederland" (cumprimentos dos Países Baixos), sobreposto. 
As gravações de áudio que se diz terem sido tiradas de mesquitas mostram imãs denunciando os "partidos políticos",  e conceitos mundanos como o liberalismo e a democracia. Outro afirma que os adúlteros devem ser "apedrejados" até a morte. 
A pergunta " A Holanda no futuro?" fica no alto do vídeo, enquanto são mostradas imagens de gays sendo enforcados, crianças xiitas mostradas com sangue cobrindo seus rostos, após terem sido cortados com facas pelos idosos, de acordo com a tradição do Dia da Ashura, uma série de vídeos mostram mutilação genital feminina, a cabeça de mulher decapitada caída ao chão, e uma mulher vestida com uma burca de ser baleado na cabeça por um homem, toda esta sequencia mostrando um possível futuro da Holanda sob o domínio da Sharia.
Por fim, uma sucessão de manchetes de jornal são mostradas, com histórias relacionadas ao Islã na Holanda, suas opiniões, ações, ambições e política. Algumas manchetes verificados são:
- "Sudaneses exigem a execução de professora Britânica"[7][8]
- "Quase metade dos jovens marroquinos é anti-ocidental"
- "Marroquinos jogam gay na água"
- "Jogue os gays do alto dos edifícios"
- "A Al-Qaeda anuncia pena de morte Jihad contra Wilders" [9]

O filme termina com uma mão segurando uma página do Alcorão e um apelo de Wilders para derrotar "a ideologia islâmica", comparando-a com o comunismo e o nazismo.

## Reação
Antes mesmo do seu lançamento, o filme já provocava preocupação nos Países baixos, temendo situação igual a aquela enfrentada pela Dinamarca devido as charges publicadas pelo Jylland-Post. O governo Balkenende cogitou proibir o filme alegando que este colocaria em risco os soldados holandeses no Afeganistão, a possibilidade de atentados terroristas nos Países Baixos. O governo chegou a preparar um plano de fuga para diplomatas que atuavam em países Islâmicos. Holanda e Dinamarca retiraram funcionários de suas embaixadas em vários países muçulmanos da África, Ásia e também da Turquia.

A ONU, através do se Secretário-Geral, Ban Ki-Mon, condenou o documentário, afirmando que o filme era "Anti-islamico" e a União Europeia, através de  comunicado lançado pelos seus Ministros de Relações Exteriores conderam o curta, alega que ele "não tem outro objetivo além de fomentar o ódio."